# Ronald
Ronald ist ein männlicher Vorname. Varianten sind Ronny, Ronnie bzw. Ronni und Ronaldo; im englischen Sprachraum auch die Kurzform Ron. Eine gebräuchliche weibliche Form des Namens ist Rona. Namenstag ist der 20. August.

## Herkunft und Bedeutung des Namens
Der Name leitet sich vom altnordischen Rögnvaldr ab. Dieser Name setzt sich aus den altnordischen Elementen regin („Rat“, „Entscheidung“) und valdr („Herrscher“) zusammen. Daraus wurde im Englischen Reginald, im Niederdeutschen Reinout und im Schottischen Ranald oder eben Ronald.

## Bekannte Namensträger

### A
- Ronald Adam (Fußballspieler) (* 1958), deutscher Fußballspieler
- Ronald Forbes Adam (1885–1982), britischer General
- Ronald Åhman (* 1957), schwedischer Fußballspieler
- Ronald Agénor (* 1964), haitianisch-US-amerikanischer Tennisspieler
- Ronald Alexander (* 1993), indonesischer Badmintonspieler
- Ronald Algie (1888–1978), neuseeländischer Jurist, Hochschullehrer und Politiker
- Ronald Allen (Schauspieler) (1930–1991), britischer Schauspieler
- Ronald Allen (1929–2001), englischer Fußballspieler und -trainer
- Ronald Leslie Allen (1935–2006), englischer Fußballspieler
- Ronald Araújo (* 1999), uruguayischer Fußballspieler
- Ronald D. Asmus (1957–2011), US-amerikanischer Diplomat und Politikwissenschaftler
- Ronald Atkey (1942–2017), kanadischer Jurist, Hochschullehrer und Politiker
- Ronald Auderset (* 1989), Schweizer Skeletonpilot
- Ronald Augustin (* 1949), ehemaliges Mitglied der terroristischen Vereinigung Rote Armee Fraktion

### B
- Ronald Backus (1922–1999), britischer Segler
- Ronald Bahr (* 1974), deutscher Handballspieler
- Ronald Barazon (* 1944), österreichischer Journalist
- Ronald Basford (1932–2005), kanadischer Rechtsanwalt und Politiker
- Ronald Bass (* 1942), US-amerikanischer Filmproduzent und Drehbuchautor
- Ronald Battenhausen (* 1945), deutscher Politiker (SPD)
- Ronald Baumbach (1967–2021), deutscher Fußballspieler
- Ronald Biggs (1929–2013), britischer Posträuber
- Ronald Binge (1910–1979), britischer Komponist
- Ronald Borchers (1957–2024), deutscher Fußballspieler
- Ronald M. Bozman (* vor 1965), US-amerikanischer Filmproduzent
- Ronald Brown (Mathematiker) (1935–2024), britischer Mathematiker und Hochschullehrer
- Ronald Bye (1937–2018), norwegischer Politiker, Autor und Gewerkschafter

### C
- Ronald B. Cameron (1927–2006), US-amerikanischer Politiker
- Ronald Chetwynd-Hayes (1919–2001), britischer Schriftsteller
- Ronald Clark (Landschaftsarchitekt) (* 1956), deutscher Landschaftsarchitekt
- Ronald W. Clark (1916–1987), britischer Journalist und Autor
- Ronald Coase (1910–2013), britischer Wirtschaftswissenschaftler
- Ronald Coifman (* 1941), israelisch-US-amerikanischer Mathematiker
- Ronald Colby (* 1944), US-amerikanischer Schauspieler, Regisseur, Filmproduzent und Produktionsleiter
- Ronald Colman (1891–1958), britischer Schauspieler

### D
- Ronald Daus (* 1943), deutscher Romanist
- Ronald Davidson (1941–2016), kanadischer Physiker
- Ronald W. Davis (* 1941), US-amerikanischer Biochemiker, Genetiker und Hochschullehrer
- Ronald DeFeo (1951–2021), US-amerikanischer Mehrfach-Mörder
- Ronald A. DePinho (* 1955), US-amerikanischer Krebsforscher
- Ronald Drever (1931–2017), britischer Physiker
- Ronald P. Dore (1925–2018), britischer Soziologe
- Ronald G. Douglas (1938–2018), US-amerikanischer Mathematiker
- Ronald Dupree (* 1981), US-amerikanischer Basketballspieler
- Ronald Dworkin (1931–2013), US-amerikanischer Philosoph

### E
- Ronald Ede (* 1925), britischer Hürdenläufer und Sprinter
- Ronald B. Evans (1939–2007), australischer Australian-Football-Spieler und -funktionär
- Ronald Ellwin Evans (1933–1990), US-amerikanischer Astronaut
- Ronald M. Evans (* 1949), US-amerikanischer Biologe
- Ronald Eyre (1929–1999), britischer Lehrer, Schauspieler, Drehbuchautor und Filmregisseur

### F
- Ronald Aylmer Fisher (1890–1962), britischer Statistiker, Genetiker, Evolutionstheoretiker und Eugeniker
- Ronald Martin Foster (1896–1998), US-amerikanischer Ingenieur
- Ronald Fraser (Schauspieler) (1930–1997), britischer Schauspieler
- Ronald Fraser (Historiker) (1930–2012), britischer Historiker
- Ronald G. J. Fraser (1899–1985), britischer Physiker

### G
- Ronald Gamarra (* 1958), peruanischer Menschenrechtler, Jurist und Politiker
- Ronald Herbert Garvey (1903–1991), britischer Kolonialgouverneur
- Ronald Anthony Gettelfinger (* 1944), US-amerikanischer Gewerkschaftsfunktionär
- Ronald Gobiet (* 1947), österreichischer Kunsthistoriker und Denkmalpfleger
- Ronald Gunter, 3. Baronet (1904–1980), britischer Autorennfahrer

### H
- Ronald M. Hahn (* 1948), deutscher Schriftsteller und Übersetzer
- Ronald Harwood (1934–2020), britischer Drehbuchautor, Filmproduzent, Theaterschauspieler und Autor
- Ronald Haworth (1901–1973), englischer Fußballspieler
- Ronald Heinold (* 1949/1950), deutscher Basketballspieler
- Ronald Hempel (* 1955), deutscher Radsportler und DDR-Meister im Radsport
- Ronald Hobbs (1923–2006), britischer Bauingenieur

### I
- Ronald Inglehart (1934–2021), US-amerikanischer Politologe

### J
- Ronald Jackson (Leichtathlet) (* 1953), kanadischer Sprinter
- Ronald Shannon Jackson (1940–2013), US-amerikanischer Jazzmusiker und Komponist
- Ronald Jensen (Mathematiker) (* 1936), US-amerikanischer Mathematiker
- Ronald Jensen (Skispringer) (* 1946), norwegischer Skispringer
- Ronald Jones (Leichtathlet) (1934–2021), britischer Sprinter
- Ronald Jones (Politiker) (* 1957), barbadischer Politiker
- Ronald Jones II (* 1997), US-amerikanischer American-Football-Spieler
- Ronald Jumeau (* 1957), Journalist, Politiker und Diplomat der Seychellen

### K
- Ronald A. Katz (1936–2025), US-amerikanischer Erfinder und Unternehmer
- Ronald Kauffman (* 1946), US-amerikanischer Eiskunstläufer
- Ronald Knecht (* 1961), deutscher Basketballspieler

### L
- Ronald Lacey (1935–1991), britischer Schauspieler
- Ronald B. Levinson (1896–1980), US-amerikanischer Philosophiehistoriker
- Ronald Levy (* 1941), US-amerikanischer Onkologe
- Ronald Ludington (1934–2020), US-amerikanischer Eiskunstläufer

### M
- Ronald F. Maxwell (* 1949), US-amerikanischer Filmregisseur, Drehbuchautor und Produzent
- Ronald McNair (1950–1986), US-amerikanischer Astronaut
- Ronald Melzack (1929–2019), kanadischer Psychologe und Schmerzforscher
- Ronald Modras (1937–2018), US-amerikanischer Theologe
- Ronald Mönch (1942–2025), deutscher Jurist und Hochschulrektor
- Ronald M. Mottl (1934–2023), US-amerikanischer Politiker
- Ronald Austin Mulkearns (1930–2016), australischer Geistlicher und römisch-katholischer Bischof von Ballarat
- Ronald Musagala (* 1992), ugandischer Leichtathlet
- Ronald Muwenda Mutebi II. (* 1955), Kabaka (König) von Buganda

### N
- Ronald Neame (1911–2010), britischer Kameramann, Drehbuchautor, Produzent, Darsteller und Regisseur
- Ronald Nitschke (* 1950), deutscher Synchronsprecher und Schauspieler
- Ronald Kenneth Noble (* 1957), US-amerikanischer Staatsanwalt und ehemaliger Generalsekretär der Internationalen kriminalpolizeilichen Organisation
- Ronald Numbers (1942–2023), US-amerikanischer Wissenschaftshistoriker
- Ronald Nyholm (1917–1971), australischer Chemiker und Hochschullehrer

### O
- Ronald Oaxaca (* 1943), US-amerikanischer Ökonom
- Ronald Oxburgh, Baron Oxburgh (* 1934), britischer Geologe, Mineraloge, Petrologe, Hochschullehrer und Politiker
- Ronald O’Sullivan (* 1975), englischer Snooker-Spieler

### P
- Ronald A. Parise (1951–2008), US-amerikanischer Astronom
- Ronald Ernest Paul (* 1935), US-amerikanischer Politiker
- Ronald Pickup (1940–2021), britischer Schauspieler
- Ronald Pofalla (* 1959), deutscher Politiker (CDU)
- Ronald Pognon (* 1982), französischer Leichtathlet

### R
- Ronald van Raak (* 1969), niederländischer Historiker und Politiker
- Ronald Raue (1944–2023), deutscher Tischtennisspieler und -trainer
- Ronald C. Read (1924–2019), britisch-kanadischer Mathematiker
- Ronald Reagan (1911–2004), US-amerikanischer Schauspieler und Präsident
- Ronald Reng (* 1970), deutscher Sportjournalist
- Ronald Ridenhour (1946–1998), US-amerikanischer Soldat und Journalist
- Ronald de la Rosa (* 1962), philippinischer Politiker

### S
- Ronald A. Sarasin (1934–2023), US-amerikanischer Politiker
- Ronald M. Schernikau (1960–1991), deutscher Schriftsteller
- Ronald Schill (* 1958), deutscher Jurist und Politiker, Innensenator in Hamburg
- Ronald Schweppe (* 1962), niederländischer Schriftsteller
- Ronald Seeger (* 1956), deutscher Politiker (CDU), Bürgermeister von Rathenow
- Ronald Smelser (* 1942), US-amerikanischer Historiker
- Ron Smith (Footballspieler, 1943) (1943–2013), US-amerikanischer American-Football-Spieler
- Ronald Sölkner (* 1979), österreichischer Komponist, Produzent und Spieleentwickler
- Ronald H. Spector (* 1943), US-amerikanischer Militär- und Marinehistoriker
- Ronald Stein (1930–1988), US-amerikanischer Komponist und Filmkomponist
- Ronald Susilo (* 1979), singapurischer Badmintonspieler
- Ronald Syme (1903–1989), neuseeländischer Historiker
- Ronald Szepanski (* 1966), deutscher Fußballspieler

### T
- Ronald Takaki (1939–2009), US-amerikanischer Historiker, Hochschullehrer, Ethnograph und Autor
- Ronald Tavel (1936–2009), US-amerikanischer Schriftsteller, Bühnen- und Drehbuchautor
- Ronald Tetzlaff (* 1958), deutscher Physiker
- Ronald Triller (* 1965), deutscher Volleyball-Nationalspieler
- Ronald Triner (1917–1943), neuseeländischer Radrennfahrer
- Ronald Turnbull (1914–2004), britischer Nachrichtenagent

### U
- Ronald Ulen (* 1956), US-amerikanischer Opern-, Lied- und Konzertsänger
- Ronald Unsworth (1923–2008), britischer Leichtathlet
- Ronald Unterberger (* 1970), österreichischer Filmregisseur, Produzent und Drehbuchautor

### V
- Ronald Vale (* 1959), US-amerikanischer Zellbiologe
- Ronald Vargas (* 1986), venezolanischer Fußballspieler
- Ronald Venetiaan (* 1936), surinamischer Naturwissenschaftler und Politiker
- Ronald Völker (* 1984), deutscher RC-Rennfahrer

### W
- Ronald Noel Walpole (1903–1986), US-amerikanischer Romanist und Mediävist britischer Herkunft
- Ronald A. Wilford (1927–2015), US-amerikanischer Musik- und Kunstmanager
- Ronald Worm (* 1953), deutscher Fußballspieler und -trainer
- Ronald Wright (Autor) (* 1948), kanadischer Autor und Historiker
- Ronald Wright (Boxer) (* 1971), US-amerikanischer Boxer

### Z
- Ronald Zehrfeld (* 1977), deutscher Schauspieler
- Ronald Zinn (1939–1965), US-amerikanischer Geher
- Ronald Zoodsma (* 1966), niederländischer Volleyballspieler
- Ronald Zubar (* 1985), französischer Fußballspieler
- Ronald Zwerver (* 1967), niederländischer Volleyballspieler

### Nachname
- Sir Landon Ronald (1873–1938), englischer Dirigent, Musikpädagoge und Komponist
- Tony Ronald (1941–2013), niederländischer Sänger
- William Ronald (1926–1998), kanadischer Maler

### Fiktive Figuren
- Ronald McDonald, das Maskottchen der Fastfood-Kette McDonald’s
- Ronald Opus, Figur in einem fiktiven Ermittlungsfall

### Sonstiges
- Ronald Hill, Hügel auf Deception Island, Südliche Shetlandinseln, Antarktis
- Ronald Ridge, Gebirgskamm im Ellsworthland, Antarktika
- Ronald Rock, Felsformation im Queen Elizabeth Land, Antarktika